# Martindale
Martindale er den enhed, hvormed slidstyrken på møbelstof beskrives. Til sofaen i private hjem anbefales et minimum af mellem 15.000 – 25.000 Martindale for at kunne klare normalt slid. Stoffet udsættes for en maskine, der belaster stoffet på samme måde, som når man sidder i sofaen. Til sammenligning anbefales det normalt, at man bruger stof med over 75.000 Martindale i offentlige miljøer, såsom tog og busser etc.